# Caged (2011)
Caged is een Nederlandse neo noir psychologische thriller en erotisch beladen speelfilm uit 2011 van Stephan Brenninkmeijer.

## Verhaal
Stella (Chantal Demming) onderdrukt al jaren haar diepgewortelde verlangens. Haar huwelijk kabbelt voort en ze voelt zich niet meer begeerd. Uiteindelijk kan ze haar gevoelens niet langer negeren en begint een dubbelleven. Ze verandert in een "Unicorn", een bijnaam voor vrouwen die in hun eentje parenclubs en erotische feesten bezoeken. Stella bloeit op door al die nieuwe aandacht.
Dan op een dag ligt ze bewusteloos in een cel en heeft geen idee hoe ze er terechtgekomen is. Als na dagen nog een tweede vrouw Christine (Babette Holtmann) bij haar in de cel komt, slaat de paniek pas goed toe.

## Rolverdeling
- Chantal Demming - Stella
- Joep Sertons - Raymond
- Victor Reinier - Therapeut
- Babette Holtmann - Christine
- Georges Devdariani - Yaroslav
- Brechje Lyklema - Gaya, Stella's vriendin
- Corine van der Helm - Judy, Stella's collega
- Frank Derijcke - Luca
- Ferry Asselbergs - Damian
- Charmène Sloof - Laura
- Lotte Taminiau - Quinty, Stella's vriendin

## Release
- De film draaide op het "Cinekink"[1] filmfestival in New York als Sneak peek.
- In maart 2011 werd de film door Video/Film Express aangekocht.
- Op 1 september 2011 ging de film op video on demand in première[2] en is daarmee de eerste Nederlandse speelfilm die exclusief dit medium voor de première kiest.
- Op 22 februari 2013 werd bekend dat de film in Amerika wordt uitgebracht.[3]